# Шульбинск
Шульби́нск (каз. Шүлбі) — посёлок в Жанасемейском районе Абайской области Казахстана. Административный центр и единственный населённый пункт Шульбинской поселковой администрации. Код КАТО — 632865100. Возник в связи со строительством Шульбинской ГЭС — самой мощной из Иртышского каскада.

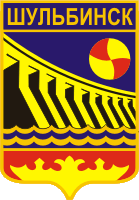
Советский герб города

## Население
В 1999 году население посёлка составляло 4585 человек (2215 мужчин и 2370 женщин). По данным переписи 2009 года, в посёлке проживало 3149 человек (1470 мужчин и 1679 женщин).
На начало 2019 года, население посёлка составило 3062 человека (1402 мужчины и 1660 женщин).